# Synodontis multipunctatus
Synodontis multipunctatus (синодонтіс багатоплямистий) — вид прісноводних риб з роду Synodontis родини Пір'явусі соми ряду сомоподібні. Інша назва «сом-зозуля». Мешкає в озері Танганьїка. Утримують також в акваріумах.

## Опис
Завдовжки сягає 27,5 см. Самці стрункіші за самиць. Голова коротка, трохи сплощена зверху й сильно стиснута з боків. Очі доволі великі, становлять 44.9-62.0 % довжини морди. Рот помірно широкий, розташовано внизу. На кожній з щелеп по 13-29 зубів. Є 3 пари вусів. Тулуб масивний, присадкуватий, сильно стиснутий з боків. Спинний плавець відносно невеличкий (з 2 жорсткими та 7 м'якими променями), трикутної форми. Він у самців вище. Жировий плавець великий. Грудні плавці з 1 жорстким та 7 м'якими променями. Присутні пахвові пори. У кишці відсутня задня камера. Анальний плавець довгий, з 9-12 м'якими променями. Хвостовий плавець з сильно розвинутими лопатями.
Забарвлення жовтувате з численними чорними плямами. На череві відсутні плями. Задня часть плавців — біло-блакитна. Хвостовий має чорну облямівку. Самці яскравіші.

## Спосіб життя
Є бентопелагічною рибою. Зустрічається в стоячій воді з мулистим ґрунтом, на глибині 40—100 м. Утворює невеличкі косяки. Територіальна риба. Активна у присмерку, хоча може діяти вдень в темряві. Живиться комахами та равликами.
Статева зрілість настає у 2 роки. У цього сома паразитичний спосіб розмноження. Свою ікру підкидає цихлідам (проносячись поряд з ними, миттєво відкидаючи ікру), які виношують потомство в роті. Мальки розвиваються і зростають швидше, тож у підсумку пожирають мальків цихлід і залишаються єдиними приймальними «дітьми». Для батьків такий догляд часто закінчується трагічно — мальки сомів-зозуль часто застряють намертво в горлі цихлід через грудні й спинні колючки. Мальки завдовжки від 1 до 4 см.
Деякі рибалки ловлять цього сома.

## Розповсюдження
Мешкає в озері Танганьїка.

## Утримання в акваріумі
Потрібен акваріум об'ємом від 80 літрів з різноманітними укриттями. Сумісний з великими рибами (найкраще з африканськими цихлідами). Параметри води: твердість 10-20°, pH 7,0-8,0, температура 23-28°С. Необхідна потужна фільтрація, аерація та щотижнева заміна до 25 % води. Годують живим кормом або замінниками.